# 太谷东站
太谷东站位于中华人民共和国山西省晋中市太谷区胡村镇朝阳村东、桑梓村西，是郑太高速铁路上的一座车站，2020年12月12日随郑太高铁焦太段开通而投入使用，车站规模为2台4线，现由中国铁路太原局集团太原车务段管辖。

## 车站结构
| 西↑ | 站房 | 售票处、候车室、进出站                  |  |
|     | 侧式 |                                         |  |
| 4道 | 1    | 到发线                                  |  |
| Ⅱ道 |      | （榆社西站）太焦高铁 上行正线（晋中站） |  |
| Ⅰ道 |      | （榆社西站）太焦高铁 下行正线（晋中站） |  |
| 3道 | 2    | 到发线                                  |  |
|     | 侧式 |                                         |  |
| 东↓ |      |                                         |  |